# Jordi Calavera
Jordi Calavera Espinach (Cabra del Camp, 2 agosto 1995) è un calciatore spagnolo, difensore svincolato.

## Caratteristiche tecniche
È un terzino destro.

## Carriera

### Club
Cresciuto nelle giovanili del Gimnàstic, ha esordito in prima squadra il 25 agosto 2013 in un match perso 2-1 contro lo Lleida Esportiu.

## Statistiche

### Presenze e reti nei club
Statistiche aggiornate al 16 gennaio 2018.
| Stagione         | Squadra          | Campionato       | Campionato | Campionato | Coppe nazionali | Coppe nazionali | Coppe nazionali | Coppe continentali | Coppe continentali | Coppe continentali | Altre coppe | Altre coppe | Altre coppe | Totale | Totale | Totale |
| Stagione         | Squadra          | Comp             | Pres       | Reti       | Comp            | Pres            | Reti            | Comp               | Pres               | Reti               | Comp        | Pres        | Reti        | Pres   | Reti   |        |
| ---------------- | ---------------- | ---------------- | ---------- | ---------- | --------------- | --------------- | --------------- | ------------------ | ------------------ | ------------------ | ----------- | ----------- | ----------- | ------ | ------ | ------ |
| 2013-2014        | Gimnàstic        | SDB              | 11         | 0          | CR              | 0               | 0               |                    | -                  | -                  |             | -           | -           | 11     | 0      |        |
| ago. 2014        | Gimnàstic        | SDB              | 1          | 0          | CR              | 0               | 0               |                    | -                  | -                  |             | -           | -           | 1      | 0      |        |
| 2014-2015        | Olot             | SDB              | 15         | 0          | CR              | 0               | 0               |                    | -                  | -                  |             | -           | -           | 15     | 0      |        |
| 2015-2016        | Pobla Mafumet    | SDB              | 10         | 2          | CR              | 0               | 0               |                    | -                  | -                  |             | -           | -           | 10     | 2      |        |
| 2015-2016        | Gimnàstic        | SD               | 9          | 1          | CR              | 2               | 0               |                    | -                  | -                  |             | -           | -           | 11     | 1      |        |
| Totale Gimnàstic | Totale Gimnàstic | Totale Gimnàstic | 21         | 1          |                 | 2               | 0               |                    | -                  | -                  |             | -           | -           | 23     | 1      |        |
| 2016-2017        | Lugo             | SD               | 40         | 2          | CR              | 1               | 0               |                    | -                  | -                  |             | -           | -           | 41     | 2      |        |
| 2017-2018        | Sporting Gijón   | SD               | 16         | 0          | CR              | 2               | 0               |                    | -                  | -                  |             | -           | -           | 18     | 0      |        |
| Totale carriera  | Totale carriera  | Totale carriera  | 102        | 5          |                 | 5               | 0               |                    | -                  | -                  |             | -           | -           | 107    | 5      |        |